# George Grey, 2. Baronet

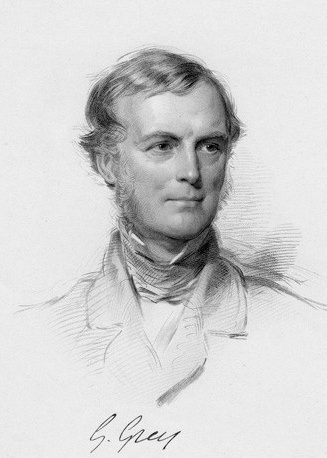
Sir George Grey, 2. Baronet

Sir George Grey, 2. Baronet GCB PC (* 11. Mai 1799; † 9. September 1882) war ein britischer Rechtsanwalt und Politiker der Whigs sowie zuletzt der Liberal Party, der zwischen 1832 und 1874 mit einer kurzen Unterbrechung Mitglied des House of Commons sowie zweimal Chancellor of the Duchy of Lancaster, dreimal Innenminister und zeitweilig auch Kolonialminister war.

## Leben

### Familiäre Herkunft und Rechtsanwalt
Grey war das vierte von sieben Kindern und der älteste Sohn des Marineoffiziers George Grey, der für seine Verdienste am 29. Juli 1814 zum Baronet, of Fallodon in the County of Northumberland, ernannt wurde, sowie dessen Ehefrau Mary Whitbread. Sein Großvater Charles Grey war einer der bedeutendsten britischen Generale des 18. Jahrhunderts und wurde 1806 als 1. Earl Grey in den erblichen Adelsstand erhoben. Zu seinen Onkel gehörte der ältere Bruder seines Vaters, Charles Grey, 2. Earl Grey, der von 1830 bis 1834 britischer Premierminister war und nach dem der „Earl Grey Tee“ benannt ist, aber auch der jüngere Bruder seines Vaters, Edward Grey, der Bischof von Hereford war.
Er selbst absolvierte nach dem Schulbesuch ein Studium der Rechtswissenschaften am Oriel College der University of Oxford und nahm nach dessen Abschluss 1826 eine Tätigkeit als Rechtsanwalt auf. Beim Tod seines Vaters, erbte er 1828 dessen Adelstitel als 2. Baronet.

### Unterhausabgeordneter und Unterstaatssekretär
Seine politische Laufbahn begann Grey, als er als Kandidat der Whigs am 10. Dezember 1832 erstmals zum Mitglied des House of Commons gewählt wurde und in diesem bis zum 29. Juli 1847 den Wahlkreis Devonport vertrat. 
In der nur 124 Tage amtierenden Regierung von Premierminister William Lamb bekleidete er zwischen dem 16. Juli und dem 17. November 1834 sein erstes Regierungsamt als Unterstaatssekretär beim Minister für Krieg und Kolonien (Secretary of State for War and the Colonies), Thomas Spring Rice. Dieses Amt als Unterstaatssekretär hatte er zwischen dem 18. April 1835 und dem 20. Februar 1839 erneut in der zweiten Regierung des Viscount Melbourne beim damaligen Minister für Krieg und Kolonien, Charles Grant, 1. Baron Glenelg, inne.

### Kanzler des Herzogtums Lancaster und Innenminister
Nachdem er zwischen 1839 und 1841 als Judge Advocate General Leiter der Militärgerichtsbarkeit gewesen war, bekleidete er in der Regierung des Viscount Melbourne vom 23. Juni 1841 bis zum 3. September 1841 erstmals das Amt des Kanzlers des Herzogtums Lancaster (Chancellor of the Duchy of Lancaster). Beim Tod seines Onkels Charles Grey, 2. Earl Grey, am 17. Juli 1845 erbte er den Grundbesitz Fallodon.
Am 6. Juli 1846 wurde Grey von Premierminister John Russell zum ersten Mal zum Innenminister (Home Secretary) in dessen Regierung berufen und übte dieses Ministeramt bis zum Ende von Russells Amtszeit am 23. Februar 1852 aus. Zugleich wurde er 1846 Mitglied des Privy Council. Er wurde ferner für die Whigs am 29. Juli 1847 wieder als Abgeordneter in das Unterhaus gewählt und vertrat in diesem nunmehr bis zum 7. Juli 1852 den Wahlkreis North Northumberland. Nachdem er einige Monate nicht dem Unterhaus angehört hatte, wurde er als Whig-Kandidat am 1. Januar 1853 wieder in das House of Commons gewählt und vertrat dort als Nachfolger des zurückgetretenen Edward Howard nunmehr bis zum 31. Januar 1874 den Wahlkreis Morpeth. 1849 wurde er zum Knight Grand Cross des Order of the Bath (GCB) geschlagen.

### Kolonialminister und Minister in den Regierungen Palmerston

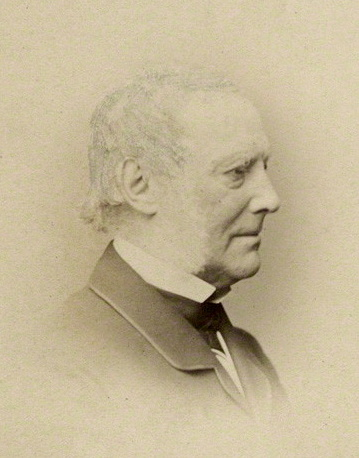
Sir George Grey in späteren Lebensjahren

Grey übernahm in der Koalitionsregierung von Premierminister George Hamilton-Gordon, 4. Earl of Aberdeen das neu geschaffene Amt des Minister für die Kolonien (Colonial Secretary), nachdem das bisherige Amt des Secretary of State for War and the Colonies in das Kolonialministerium (Colonial Office) sowie das Kriegsministerium (War Office) aufgeteilt wurde. Das Amt des Kolonialministers bekleidete er bis zum 8. Juni 1855.
Danach wurde er am 8. Februar 1855 von Premierminister Henry Temple, 3. Viscount Palmerston erneut zum Innenminister in dessen erster Regierung berufen und übte dieses Ministeramt bis zum Ende von dessen Amtszeit am 26. Februar 1858 aus.
Nachdem Palmerston mit der aus den Whigs hervorgegangenen Liberal Party am 12. Juni 1859 wieder die Regierung gestellt und zum zweiten Mal das Amt des Premierministers übernommen hatte, wurde Grey von diesem zunächst wieder zum Chancellor of the Duchy of Lancaster ernannt und bekleidete dieses bis zum 25. Juli 1861. Dann wurde er von Palmerston im Rahmen einer Kabinettsumbildung wieder zum Innenminister ernannt und löste damit George Cornewall Lewis ab, während Edward Cardwell von ihm die Funktion des Kanzlers des Herzogtums Lancaster übernahm. Er übte das Amt auch in der Regierung von John Russell aus, der nach dem Tod Palmerstons am 18. Oktober 1865 das Amt des Premierministers zum zweiten Mal übernommen hatte, und bekleidete die Funktion als Home Secretary bis zum Ende von Russells Amtszeit am 26. Juni 1866.
Aus seiner am 14. August 1827 geschlossenen Ehe mit Anna Sophie Ryder ging sein Sohn George Henry Grey hervor, der allerdings vor ihm am 11. September 1874 verstarb. Aus diesem Grund erbte nach seinem Tod sein ältester Enkel, der spätere Außenminister und Viscount Grey of Fallodon Edward Grey den Titel als 3. Baronet.